# Подледниковое озеро

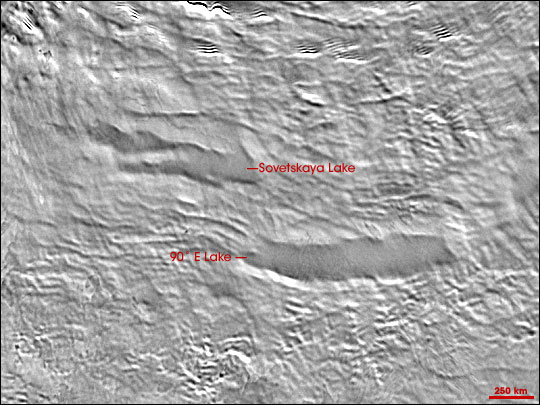
Спутниковый снимок двух подлёдных озёр, озеро Советская (выше) и Озеро по координатам 77° S 90° E (ниже).

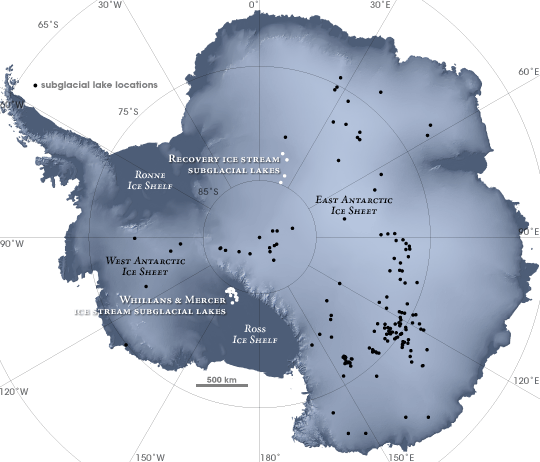
Карта подлёдных озёр Антарктиды.

Подледниковое озеро, или подлёдное озеро — озеро, расположенное под ледником. В отличие от озера, покрытого льдом вследствие сезонного замерзания, подлёдное озеро находится, как правило, под постоянным ледяным покровом толщиной от нескольких сот до нескольких тысяч метров. Несмотря на это, оно может являться экосистемой с живыми организмами, такими как бактерии и археи.
Большое количество подлёдных озёр имеется в Антарктиде. Самым крупным известным подлёдным озером Земли является озеро Восток.

## Возникновение
Существование подлёдных озёр возможно благодаря двум природным феноменам. Первый из них — снижение температуры таяния льда под давлением. Под тяжестью льда толщиной в несколько сотен или тысяч метров давление увеличивается настолько, что температура таяния снижается на несколько градусов ниже 0 °C. Вследствие другого феномена — геотермии — температура на глубине постепенно повышается. Если на определённой глубине температура льда начинает превышать точку таяния, то возникает подлёдное озеро.

## Примеры подлёдных озёр
С помощью проникающего через толщу льда радара и спутниковых снимков под Антарктическим ледниковым щитом до сих пор было обнаружено более 150 подлёдных озёр. Самое крупное из них, озеро Восток, насчитывает около 250 км в длину и 50 км в ширину. Его глубина составляет до 1200 м. Оно расположено в полной темноте на глубине от 3700 до 4100 м подо льдом. Его температура составляет около −3 °C, а давление находится на уровне 35 MПa. Предполагается, что подлёдные озёра Антарктиды соединены друг с другом системой подлёдных рек, через которые осуществляется уравнивание давления и транспортировка воды.
В Исландии имеется несколько подлёдных вулканов, к примеру Гримсвотн. Повышенная геотермия обусловила по соседству с ними подлёдные озёра. Из-за переменчивой вулканической активности эти озёра, однако, часто нестабильны и нередко изливаются на поверхность, после того, как полностью растапливают расположенный над ними ледниковый слой. Подобные события в исландском языке носят название Jökulhlaup.
Близ антарктической станции Русская открыто несколько подлёдных пресных и солёных обитаемых озёр (Геологов, Океанологов, Восточное, Каньон, Прибрежное, Азимут и др.). Воду из ближайшего пресного озера можно использовать для водоснабжения станции.

## Значение

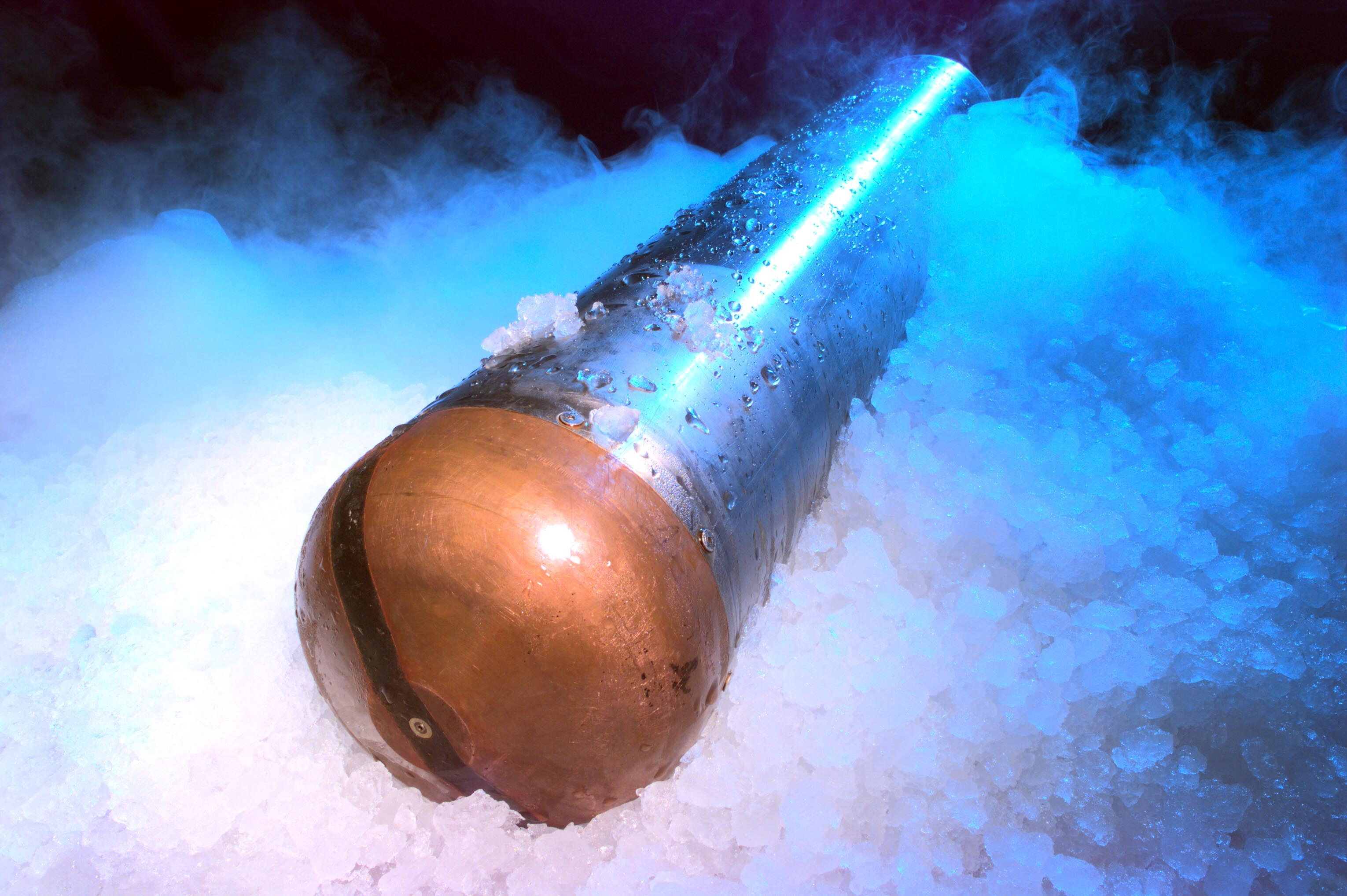
Прототип криобота.

Если антарктические подлёдные озёра, такие как Восток, действительно содержат микроорганизмы, то они представляют научный интерес как уникальные экологические системы с экстремальными условиями для жизни, полностью изолированные от внешнего мира на протяжении, как минимум, сотен тысяч лет. При их исследовании большое внимание уделяется недопущению контаминации, для чего применяются специальные бурильные технологии и криоботы. Из двух озёр (Восток и Уилланс) исследователям после долгого бурения удалось получить пробы воды, в которых обнаружились бактерии. На озере Мерсер, расположенном в 600 км от Южного полюса под ледяным потоком Мерсера, обнаружили панцири таких беспозвоночных животных, как мелкие ракообразные и тихоходки, тонкие нити (грибницы или усики растений), бактерий и кремнёвые скелеты диатомовых водорослей.
Подлёдные озёра также имеют значение для исследования космоса, поскольку имеют сходство с предполагаемыми водоёмами на небесных телах, таких как спутник Юпитера Европа и спутник Сатурна Энцелад. Их ледовые моря рассматриваются как потенциальные биотопы внеземной жизни.